# 쾌걸 조로 (애니메이션)
《쾌걸 조로》(일본어: 快傑ゾロ 가이케쓰조로[*])는 도호가 제작한 일본의 텔레비전 애니메이션이다. 애니메이션 제작은 아시 프로덕션이 하였다. 지금까지 몇 번이나 영화화, TV 드라마화되어 사랑 받고 있는 존스턴 매컬리의 영웅 소설의 애니메이션화 작품으로, 일본 국외에서 방송되는 것을 전제로 제작되어 일본 이외의 국가에서는 1990년경에 방송됐다. 일본에서는 1996년 4월 5일부터 1997년 3월 28일까지 위성 애니메이션 극장 (NHK 위성 제2텔레비전)에서 매주 금요일 18시 30분부터 18시 57분까지 총 52화로 방영되었다. 대한민국에서는 1993년에 SBS에서 방영되었다.

## 줄거리
18세의 현지 토지 소유자인 디에고 베가는 스페인에서 유학한후 귀국하여, 자신의 고향이 레이몬드 사령관과 가브리엘 중위의 독재 아래에 있음을 알게된다. 압제에 분노한 디에고는 폭군과 싸우기로 결정한다. 가면을 쓴 검객 조로로 위장한 그는 약한 사람이 그의 말 비엔토를 타고 달릴수있도록 도와준다.

## 등장인물
- 디에고 베가
- 조로
- 롤리타 프리드
- 베르나르도
- 리틀 조로
- 레이몬드 대위
- 가브리엘 소위
- 알레한드로 베가
- 곤잘레스 중사
- 카를로스 프리드
- 마리아
- 비엔토
- 태클
- 피가로
- 니키타 플레타
- 마누엘
- 세르기오
- 레오나
- 총독
- 지킬 대위
- 브라운
- 캐피탈